# Walter Loeb
Walter Josef Loeb (* 12. Mai 1895 in Mannheim; † 28. März 1948 in London) war ein deutscher Bankier und Politiker (SPD).

## Leben
Loeb wurde als Sohn des jüdischen Kaufmanns Alfred Loeb geboren. Nach dem Besuch des Gymnasiums absolvierte er eine kaufmännische Lehre. Von 1910 bis 1917 war er kaufmännischer Angestellter und unter anderem bei der Handelsbank Ladenburg & Thalmann in New-York tätig. 1917 arbeitete er für die Reichssackstelle in Berlin, die den Bedarf der Zivilbevölkerung an Säcken sicherstellen sollte. Ab 1918 war er Prokurist in der Textilindustrie GmbH in Frankfurt.
Nach dem Ende des Ersten Weltkriegs wurde Loeb Mitglied des Arbeiter- und Soldatenrats in Frankfurt am Main. Außerdem war er 1919 Vertrauensmann der Reichsregierung bei Verhandlungen mit amerikanischen Dienststellen. Im selben Jahr trat er in die SPD ein. 1922 wurde er Direktor der Süddeutschen Transportversicherung AG, deren Vorsitz des Aufsichtsrats er später übernahm. Danach leitete er als Präsident die durch das Staatsbankgesetz vom 20. Dezember 1922 neu errichtete Thüringische Staatsbank in Weimar. 1923 gehörte zu den Gründern der Bank für Goldkredit AG in Weimar, die ab 1924 als Thüringische Landes-Hypothekenbank firmierte. Nach öffentlichen, antisemitischen Anfeindungen musste er im September 1924 als Staatsbankpräsident zurücktreten.
Loeb kehrte nach Frankfurt zurück und war in den folgenden Jahren als selbständiger Wirtschaftsberater tätig. Von 1928 bis 1932 war er SPD-Stadtverordneter in Frankfurt am Main. Er saß in zahlreichen Aufsichtsräten, war Mitglied der Rheinkommission zur Untersuchung der Rentabilität der Rheinschifffahrt und Vorstandsmitglied der städtischen Sparkasse Frankfurt am Main.
1933 emigrierte Loeb nach Amsterdam und aufgrund der deutschen Invasion 1940 nach London. Am 14. Juli 1938 war die Ausbürgerung. In London lernte er Lord Vansittart kennen und wurde ein Hauptexponent des Vansittartismus innerhalb der deutschen, politischen Emigration. Ein Memorandum des Internationalen Sekretärs der Labour Party, William Gillies, entstand im Oktober 1941 mit Hilfe Loebs. Dieses sah die SPD und die Gewerkschaften als historische Stützen des expansiven deutschen Nationalismus. Curt Geyer und Loeb gründeten mit Unterstützung von maßgeblichen Labour-Politikern sowie nationalen und internationalen Gewerkschaftern im Januar 1942 die Verlagsgesellschaft „Fight for Freedom Editorial and Publishing Services, Ltd.“ und nutzte sie als publizistisches Sprachrohr der Vansittartisten im deutschen Exil. Mit Fritz Bieligk, Curt Geyer, Carl Herz, Kurt Lorenz und Bernhard Menne unterzeichnete er am 2. März 1942 ein Manifest, das der sozialdemokratischen Arbeiterbewegung Mitschuld am Aufkommen des Nationalsozialismus zuwies und die Existenz einer nennenswerten Opposition in Deutschland leugnete. Dies brachte ihn in Konflikt mit dem SPD-Exilvorstand um Hans Vogel und Erich Ollenhauer und führte in der Folge zum Ausschluss aus der Union deutscher sozialistischer Organisationen in Großbritannien.